# Стрільба з лука на літніх Олімпійських іграх 2024
Змагання зі стрільби з лука на літніх Олімпійських іграх 2024 у Парижі тривали з 25 липня до 4 серпня в Домі Інвалідів. 128 лучників (по 64 кожної статі) розіграють 5 комплектів нагород.

## Розклад змагань
Вказано центральноєвропейський літній час (UTC+2)
| Дата     | Початок | Завершення | Дисципліна                        | Етап                                      |
| -------- | ------- | ---------- | --------------------------------- | ----------------------------------------- |
| 25 липня | 09:30   | 12:30      | індивідуальна першість (жінки)    | Посівний раунд                            |
| 25 липня | 14:15   | 17:15      | індивідуальна першість (чоловіки) | Посівний раунд                            |
| 28 липня | 09:30   | 11:05      | командна першість (жінки)         | 1/8 фіналу                                |
| 28 липня | 14:15   | 17:55      | командна першість (жінки)         | Чвертьфінали, півфінали, розіграш медалей |
| 29 липня | 09:30   | 11:05      | командна першість (чоловіки)      | 1/8 фіналу                                |
| 29 липня | 14:15   | 17:55      | командна першість (чоловіки)      | Чвертьфінали, півфінали, розіграш медалей |
| 30 липня | 12:00   | 15:55      | індивідуальна першість (чоловіки) | 1/32 фіналу/1/16 фіналу                   |
| 30 липня | 12:00   | 15:55      | індивідуальна першість (жінки)    | 1/32 фіналу/1/16 фіналу                   |
| 30 липня | 17:45   | 20:25      | індивідуальна першість (чоловіки) | 1/32 фіналу/1/16 фіналу                   |
| 30 липня | 17:45   | 20:25      | індивідуальна першість (жінки)    | 1/32 фіналу/1/16 фіналу                   |
| 31 липня | 12:00   | 15:55      | індивідуальна першість (чоловіки) | 1/32 фіналу/1/16 фіналу                   |
| 31 липня | 12:00   | 15:55      | індивідуальна першість (жінки)    | 1/32 фіналу/1/16 фіналу                   |
| 31 липня | 17:45   | 20:25      | індивідуальна першість (чоловіки) | 1/32 фіналу/1/16 фіналу                   |
| 31 липня | 17:45   | 20:25      | індивідуальна першість (жінки)    | 1/32 фіналу/1/16 фіналу                   |
| 1 серпня | 09:30   | 13:25      | індивідуальна першість (чоловіки) | 1/32 фіналу/1/16 фіналу                   |
| 1 серпня | 09:30   | 13:25      | індивідуальна першість (жінки)    | 1/32 фіналу/1/16 фіналу                   |
| 1 серпня | 15:30   | 19:25      | індивідуальна першість (чоловіки) | 1/32 фіналу/1/16 фіналу                   |
| 1 серпня | 15:30   | 19:25      | індивідуальна першість (жінки)    | 1/32 фіналу/1/16 фіналу                   |
| 2 серпня | 09:30   | 12:05      | змішані команди                   | 1/8 фіналу                                |
| 2 серпня | 14:15   | 17:25      | змішані команди                   | Чвертьфінали, півфінали, розгіраш медалей |
| 3 серпня | 09:30   | 11:15      | індивідуальна першість (жінки)    | 1/8 фіналу                                |
| 3 серпня | 13:00   | 15:20      | індивідуальна першість (жінки)    | Чвертьфінали, півфінали, розгіраш медалей |
| 4 серпня | 09:30   | 11:15      | індивідуальна першість (чоловіки) | 1/8 фіналу                                |
| 4 серпня | 13:00   | 15:20      | індивідуальна першість (чоловіки) | Чвертьфінали, півфінали, розіграш медалей |

## Країни-учасниці
Кваліфікувалися лучники від 53 НОК.
- Аргентина (ARG) (1)
- Австралія (AUS) (2)
- Австрія (AUT) (1)
- Азербайджан (AZE) (1)
- Бангладеш (BAN) (1)
- Бутан (BHU) (1)
- Бразилія (BRA) (2)
- Канада (CAN) (2)
- Чад (CHA) (1)
- Чилі (CHI) (1)
- Китай (CHN) (6)
- Китайський Тайбей (TPE) (6)
- Колумбія (COL) (4)
- Куба (CUB) (1)
- Чехія (CZE) (2)
- Данія (DEN) (1)
- Єгипет (EGY) (2)
- Сальвадор (ESA) (1)
- Естонія (EST) (1)
- Фінляндія (FIN) (1)
- Франція (FRA) (6)
- Німеччина (GER) (4)
- Велика Британія (GBR) (6)
- Гвінея (GUI) (1)
- Індія (IND) (6)
- Індонезія (INA) (4)
- Іран (IRI) (1)
- Ізраїль (ISR) (2)
- Італія (ITA) (4)
- Японія (JPN) (4)
- Казахстан (KAZ) (3)
- Люксембург (LUX) (1)
- Малайзія (MAS) (3)
- Мексика (MEX) (6)
- Молдова (MDA) (2)
- Монголія (MGL) (1)
- Нідерланди (NED) (4)
- Польща (POL) (1)
- Пуерто-Рико (PUR) (1)
- Румунія (ROU) (1)
- Сан-Марино (SMR) (1)
- Словаччина (SVK) (1)
- Словенія (SLO) (2)
- ПАР (RSA) (1)
- Південна Корея (KOR) (6)
- Іспанія (ESP) (2)
- Туніс (TUN) (1)
- Туреччина (TUR) (4)
- Україна (UKR) (2)
- США (USA) (4)
- Узбекистан (UZB) (2)
- В'єтнам (VIE) (2)
- Американські Віргінські Острови (ISV) (1)

## Медальний залік

### Таблиця медалей
*   Країна-господарка (Франція)
| Місце               | NOC                 | Золото | Срібло | Бронза | Загалом |
| ------------------- | ------------------- | ------ | ------ | ------ | ------- |
| 1                   | Південна Корея      | 5      | 1      | 1      | 7       |
| 2                   | США                 | 0      | 1      | 1      | 2       |
| 2                   | Франція*            | 0      | 1      | 1      | 2       |
| 4                   | Китай               | 0      | 1      | 0      | 1       |
| 4                   | Німеччина           | 0      | 1      | 0      | 1       |
| 6                   | Мексика             | 0      | 0      | 1      | 1       |
| 6                   | Туреччина           | 0      | 0      | 1      | 1       |
| Загалом (7 збірних) | Загалом (7 збірних) | 5      | 5      | 5      | 15      |

### Медалісти
| індивідуальна першість (чоловіки) | Кім У Джін · Південна Корея                              | Брейді Еллісон · США                                    | Лі У Сок · Південна Корея                                     |  |  |  |
| командна першість (чоловіки)      | Південна Корея (KOR) Кім Джі Док Кім У Джін Лі У Сок     | Франція (FRA) Батіст Аддіс Тома Широ Жан-Шарль Валладон | Туреччина (TUR) Мете Газоз Улаш Тюмер Абдулла Їлдирмиш        |  |  |  |
|                                   |                                                          |                                                         |                                                               |  |  |  |
| індивідуальна першість (жінки)    | Лім Сі Хьон · Південна Корея                             | Нам Со Хьон · Південна Корея                            | Ліза Барбелен · Франція                                       |  |  |  |
| командна першість (жінки)         | Південна Корея (KOR) Чон Хон Йон Лім Сі Хьон Нам Со Хьон | Китай (CHN) Ань Цисюань Лі Цзямань Ян Сяолей            | Мексика (MEX) Анхела Руїс Алехандра Валенсія Ана Паула Васкес |  |  |  |
|                                   |                                                          |                                                         |                                                               |  |  |  |
| змішані команди                   | Південна Корея (KOR) Кім У Джін Лім Сі Хьон              | Німеччина (GER) Флоріан Унру Мішелль Кроппен            | США (USA) Брейді Еллісон Кейсі Кауфголд                       |  |  |  |